# دمیرکند
دمیرکند (به لاتین: Temirkent) یک روستا در قرقیزستان است که در استان جلال‌آباد واقع شده‌است.

## خصوصیات
دمیرکند   ۱٬۲۹۷ متر بالاتر از سطح دریا واقع شده‌است.